# Maximilian von Lerchenfeld (General)

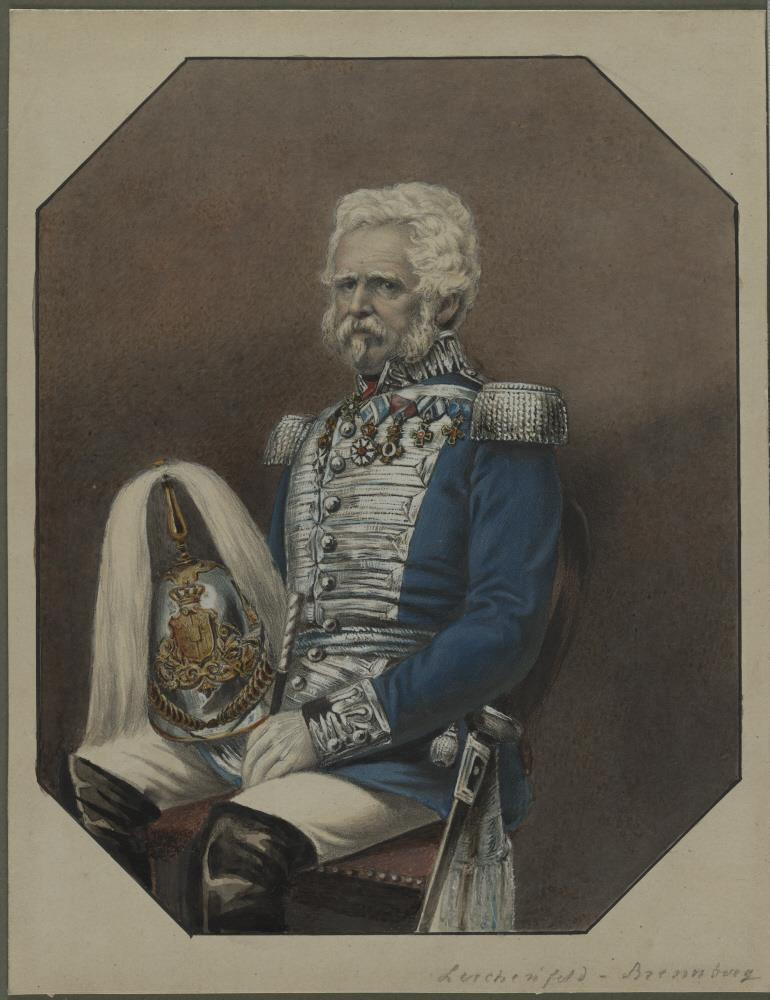
General Maximilian von Lerchenfeld

Graf Maximilian von Lerchenfeld (* 15. April 1788 in München?; † 20. April 1871 in München) war ein bayerischer Generalleutnant und Premierleutnant der Hartschiere.

## Leben
Maximilian Graf von Lerchenfeld-Brennberg (Ober-Prennberg) war ein Sohn des 1770 von Kaiser Joseph II. in den Reichsgrafenstand erhobenen Geheimen Rats, Kammerherrn, Generalleutnants und Kapitäns der Trabanten-Leibgarde Max Emanuel von Lerchenfeld († 1792) aus dessen zweiter Ehe mit Franziska, geborene Freiin von Leoprechting auf Altrandsberg. Seine älteren Brüder waren Philipp Graf von Lerchenfeld, 1838–1840 Regierungspräsident von Unterfranken, Anton Joseph Graf von Lerchenfeld († 1840), königlicher Kämmerer und Münchner Stadtgerichtsdirektor, und August Graf von Lerchenfeld, Regimentskommandeur und Ritter des Militär-Max-Joseph-Ordens.
Er machte 1805 den Feldzug in Tirol und 1806/07 jene gegen Preußen in Schlesien mit, wo er sich an den Belagerungen von Großglogau, Breslau und Kosel, dann den Sturm auf das befestigte Lager bei Glatz beteiligte. Er kämpfte 1809 gegen Österreich in den Schlachten bei Abensberg und Linz, dann bei der Erstürmung des Berges Isel und in den Gefechten von Lofer, Unken und Rattenberg mit. Im Russlandfeldzug 1812 geriet Lerchenfeld, nachdem er die Schlacht bei Polozk und das Gefecht am Stoudina mitgemacht hatte, auf dem Rückzug bei Kobelniki in Gefangenschaft, in der er fünf Vierteljahre zubrachte. 1815 machte er den zweiten Feldzug nach Frankreich mit.
Später in die Leibgarde der Hartschiere eingetreten, wurde er dort Kornett, später Sekondeleutnant und Generalmajor, erhielt am 15. Februar 1855 den Charakter als Generalleutnant und stieg 1861 zum Premierleutnant der Hartschiere auf. Mit Datum 19. Februar 1865 zeichnete ihn König Ludwig II. zum vollendeten 60. Dienstjahr mit dem Komturkreuz des Verdienstordens vom Heiligen Michael aus. Er hatte außerdem die Würde eines königlichen Kämmerers.
Er starb am 20. April 1871, 83 Jahre alt, als ältester bayerischer Generalleutnant und Premierleutnant der Hartschiere.